# خوش‌چوپان‌لی، ماساللی
خوش‌چوپان‌لی (به ترکی آذربایجانی: Xoşçobanlı) یک منطقهٔ مسکونی در جمهوری آذربایجان است که در شهرستان ماساللی واقع شده‌است. خوش‌چوپانی ۱۲۸۷ نفر جمعیت دارد.